# Kanton Les Portes du Tarn
Der Kanton Les Portes du Tarn ist seit 2015 ein französischer Kanton in den Arrondissements Albi und Castres im Département Tarn in der Region Okzitanien; sein Hauptort ist Saint-Sulpice-la-Pointe.

## Gemeinden
Der Kanton besteht aus zehn Gemeinden mit insgesamt 18.513 Einwohnern (Stand: 1. Januar 2022) auf einer Gesamtfläche von 165,83 km²:
| Gemeinde                  | Einwohner 1. Januar 2022 | Fläche km² | Dichte Einw./km² | Code INSEE | Postleitzahl | Arrondissement |
| ------------------------- | ------------------------ | ---------- | ---------------- | ---------- | ------------ | -------------- |
| Ambres                    | 1.031                    | 19,11      | 54               | 81011      | 81500        | Castres        |
| Coufouleux                | 3.041                    | 27,16      | 112              | 81070      | 81800        | Albi           |
| Garrigues                 | 317                      | 10,51      | 30               | 81102      | 81500        | Castres        |
| Giroussens                | 1.543                    | 41,67      | 37               | 81104      | 81500        | Castres        |
| Loupiac                   | 448                      | 10,82      | 41               | 81149      | 81800        | Albi           |
| Lugan                     | 420                      | 10,13      | 41               | 81150      | 81500        | Castres        |
| Saint-Agnan               | 295                      | 6,88       | 43               | 81236      | 81500        | Castres        |
| Saint-Jean-de-Rives       | 512                      | 6,02       | 85               | 81255      | 81500        | Castres        |
| Saint-Lieux-lès-Lavaur    | 1.232                    | 9,54       | 129              | 81261      | 81500        | Castres        |
| Saint-Sulpice-la-Pointe   | 9.674                    | 23,99      | 403              | 81271      | 81370        | Castres        |
| Kanton Les Portes du Tarn | 18.513                   | 165,83     | 112              | 8121       | –            | –              |